# Sam Gallaway
Samuel Gallaway (Coffs Harbour, 16 marzo 1992) è un calciatore australiano, difensore del Bonnyrigg White Eagles.

## Carriera
Gallaway cresce nelle giovanili del Newcastle Jets, squadra con cui esordisce in A-League contro il Gold Coast United.
Nel 2015 passa al Western Sydney Wanderers dove però non riesce a conquistare una maglia da titolare venendo così lasciato libero alla fine della stagione.